# Pierpaolo Marino
Pierpaolo Marino (Avellino, 30 agosto 1954) è un dirigente sportivo italiano.

## Carriera

### Gli esordi di Avellino e Napoli
La sua carriera inizia all'Avellino, quando il giovane manager (con trascorsi come centrocampista, raccattapalle, arbitro e giornalista) mette in mostra le proprie capacità inducendo Italo Allodi a chiamarlo per far parte dello staff del Napoli. 
Il Napoli trovato da Marino al suo arrivo vive un momento storico particolare: l'arrivo di Maradona può rappresentare il salto di qualità della squadra che prima di allora aveva vinto poco o nulla; tuttavia c'era bisogno di costruire una squadra di livello intorno al giocatore più forte del mondo, e il tutto con disponibilità economiche tali da non far pensare all'acquisto di molti grandi campioni affermati. 
Il lavoro di Marino si dimostra prezioso per la compagine partenopea che - anche grazie ad alcune sue intuizioni (come dare una seconda chance in serie A, all'ex promessa del Milan Francesco Romano) - conquista il primo scudetto della propria storia, nella stagione 1986-1987. Intanto un Allodi ormai sul viale del tramonto viene costretto da un malore sulla sedia a rotelle. Ferlaino sostituì uno dei professionisti più stimati del panorama calcistico con l'allora emergente Luciano Moggi.
Il 24 giugno 1987 si dimette dall'incarico di Direttore generale, dichiarando che esistevano divergenze sul metodo di lavoro dei due e si allontanò dalla città partenopea.

### Roma, Avellino e Pescara
Dopo l'esperienza napoletana passa alla Roma di Dino Viola, un acceso oppositore di Moggi. Con la Roma, Marino lavora per un anno dove, nonostante il suo buon lavoro, la squadra non decolla per la scarsa disponibilità economica della dirigenza romanista in quel periodo.
Dopo la partenza dal club capitolino torna ad Avellino dove diventa presidente, vivendo a cavallo di una delle peggiori crisi dei biancoverdi. Vi resta tre anni. Poi, approda al Pescara, squadra con la quale lavora per tutta la prima metà degli anni novanta ottenendo una promozione in serie A nel 1991-92, grazie anche alla scoperta di talenti come Massimiliano Allegri, Frederic Massara e di un giovanissimo Mauro Esposito. Tuttavia l'idillio della massima serie durerà poco, con il Pescara retrocesso l'anno successivo. Il Direttore pagherà quindi a caro prezzo l'innesto di alcuni calciatori stranieri poco collaudati che delusero le aspettative della società. I tifosi del Pescara però lo ricorderanno per aver ingaggiato, nel mercato di novembre del 1992, il centrocampista e capitano del Brasile Dunga; il tutto nonostante la squalifica di 3 anni comminata per una sua presunta responsabilità in un giro di partite vendute nel quale figura protagonista anche lo stesso Luciano Moggi col quale ebbe conflitti al Napoli.

### Udinese
La svolta nella carriera di Marino si verifica quando, all'Udinese, lancia un nuovo modello di gestione calcistica, in grado di portare anche una "provinciale" come la squadra friulana, ai vertici del calcio italiano.

Un'attenta politica di scoperta e valorizzazione di giovani talenti calcistici da utilizzare per conseguire risultati sportivi e poi cedere a squadre più potenti dal punto di vista finanziario, in modo da tenere i conti del club sempre "in regola". L'Udinese grazie al lavoro di Marino ha ottenuto varie qualificazioni alle Coppe europee lanciando molti giovani interessanti nel mondo del calcio, restando comunque una delle poche società calcistiche italiane a chiudere, spesso, il bilancio in attivo.

### Di nuovo Napoli
Dopo l'esperienza friulana decide di abbandonare Udine per tornare al Napoli. La società, dopo il fallimento e l'acquisizione da parte dell'imprenditore cinematografico Aurelio De Laurentiis nel 2004, necessitava di un'opera di ricostruzione pressoché integrale e Marino si ritrovò alle prese con una realtà particolare: una squadra senza campi di allenamento, palloni e divise ma, soprattutto, senza calciatori. La nuova avventura lo porta ad allestire una rosa che è riuscita a risalire dalla serie C1 alla A in tre anni, e con un progetto finalizzato a far diventare il Napoli una delle migliori squadre europee. Con il ritorno della squadra nel campionato di vertice italiano, Marino importa - con non poche resistenze da parte di tifoseria e stampa - i metodi di lavoro che ha impiegato ad Udine, ma applicato ad un club con maggiori potenzialità economiche, in grado quindi di trattenere i migliori calciatori e corrispondere loro ingaggi adeguati al loro prestigio che aumenterà di stagione in stagione. Nuovi giovani acquisti come Hamsik e Lavezzi vengono acquistati con spesa relativamente bassa e vedono il loro valore aumentare vertiginosamente nel giro di un anno. Questa politica permette al Napoli di proiettarsi subito nel calcio europeo.
Dopo il match vinto dal Napoli contro la Juventus il 18 ottobre 2008, il presidente del Napoli De Laurentiis ha confermato che il contratto del dirigente irpino sarebbe stato rinnovato per altri 5 anni. Ciononostante, il 28 settembre 2009 si interrompe, dopo 5 anni, il rapporto con la società di De Laurentiis, con la rescissione consensuale del contratto.

### Atalanta
Il 23 giugno 2011 viene nominato responsabile dell'area tecnica dell'Atalanta, con cui firma un contratto biennale. Nel primo campionato costruisce una squadra che conquista la salvezza con largo anticipo nonostante i sei punti di penalizzazione. Il 30 giugno 2012 firma un contratto quinquennale con l'Atalanta di cui diventa direttore generale e in campionato si piazza alla 15ª posizione. Il 28 maggio 2013 ritira ad Amalfi l'importante premio "Scouting Leader" nel corso della kermesse Football Leader 2013, organizzata dalla DGS Sport&Cultura in collaborazione con l'Assoallenatori presieduta da Renzo Ulivieri. Questa la motivazione del premio: "al dirigente sportivo che si è distinto negli anni per le capacità di scoprire talenti e giovani campioni lasciando un segno nel mondo del calcio e diventandone modello di riferimento". Nelle due stagione seguenti la squadra arriva rispettivamente 11ª e 17ª. Il 5 agosto 2015, attraverso una nota apparsa sul sito ufficiale atalantino, si annuncia l'interruzione del rapporto lavorativo con lo stesso Marino.

### Ritorno all’Udinese
Il 12 giugno 2019 torna all’Udinese firmando un contratto triennale come direttore dell’area tecnica. Il 19 giugno 2023 la società friulana annuncia la separazione da Marino.

## Carriera in sintesi
- 1984-1987:  Napoli - Direttore sportivo
- 1987-1988:  Roma - Consulente del presidente
- 1988-1991:  Avellino - Presidente
- 1991-1995:  Pescara - Direttore sportivo
- 1999-2004:  Udinese - Direttore generale
- 2004-2009:  Napoli - Direttore generale
- 2011-2012:  Atalanta - Direttore tecnico
- 2012-2015:  Atalanta - Direttore generale
- 2019-2023:  Udinese - Direttore tecnico